# Spowodowanie średniego uszczerbku na zdrowiu
Spowodowanie średniego uszczerbku na zdrowiu – typ występku skierowanego przeciwko zdrowiu człowieka określony przez polski kodeks karny.
Przez średni uszczerbek na zdrowiu rozumie się naruszenie czynności narządu ciała lub rozstrój zdrowia, inny niż określony w art. 156 § 1 kodeksu karnego.

## Typ uprzywilejowany
Osoba, która działa nieumyślnie, podlega grzywnie, karze ograniczenia wolności albo pozbawienia wolności do roku.

## Tryb ścigania
Jeżeli pokrzywdzonym jest osoba najbliższa, ściganie przestępstwa nieumyślnego spowodowania średniego uszczerbku na zdrowiu następuje na jej wniosek.